# Ófeigsfjall
Ófeigsfjall är ett berg i republiken Island. Det ligger i regionen Austurland, 400 km öster om huvudstaden Reykjavík. Toppen på Ófeigsfjall är 1 026 meter över havet, eller 466 meter över den omgivande terrängen. Bredden vid basen är 14,6 km.
Runt Ófeigsfjall är det mycket glesbefolkat, med 3 invånare per kvadratkilometer. Närmaste större samhälle är Egilsstaðir, omkring 20 kilometer väster om Ófeigsfjall. Trakten runt Ófeigsfjall består i huvudsak av gräsmarker.